# Ходж, Джино Раймонд
Джино Раймонд Ходж (англ. Gino Raymond Hodge; род. 2 сентября 1980) — нидерландскоантильский, а позднее арубский шоссейный велогонщик.

## Карьера
Изначально выступал за Нидерландские Антильские острова. В их составе принял участие в чемпионате Панамерики 2008 и 2009 годов. А на чемпионате Панамерики 2014 представлял уже Арубу
В рамках Американского тура UCI стартовал на Вуэльта Чьяпаса.
Добился успехов на национальных чемпионатах обеих стран за которые выступал. В 2008 года на чемпионате Нидерландских Антильских островов стал вторым в групповой гонке. С 2010 года на чемпионате Арубы несколько раз становился чемпионом в индивидуальной гонке и призёром в групповой гонке.

## Достижения
2008
2-й Чемпионат Нидерландских Антильских островов — групповая гонка
2010
 Чемпион Арубы — индивидуальная гонка
2012
 Чемпион Арубы — индивидуальная гонка
2013
2-й Чемпионат Арубы — групповая гонка
3-й Чемпионат Арубы — индивидуальная гонка
2014
2-й Чемпионат Арубы — групповая гонка
2015
 Чемпион Арубы — индивидуальная гонка
2-й Чемпионат Арубы — групповая гонка